# Mühlentor (Stargard)

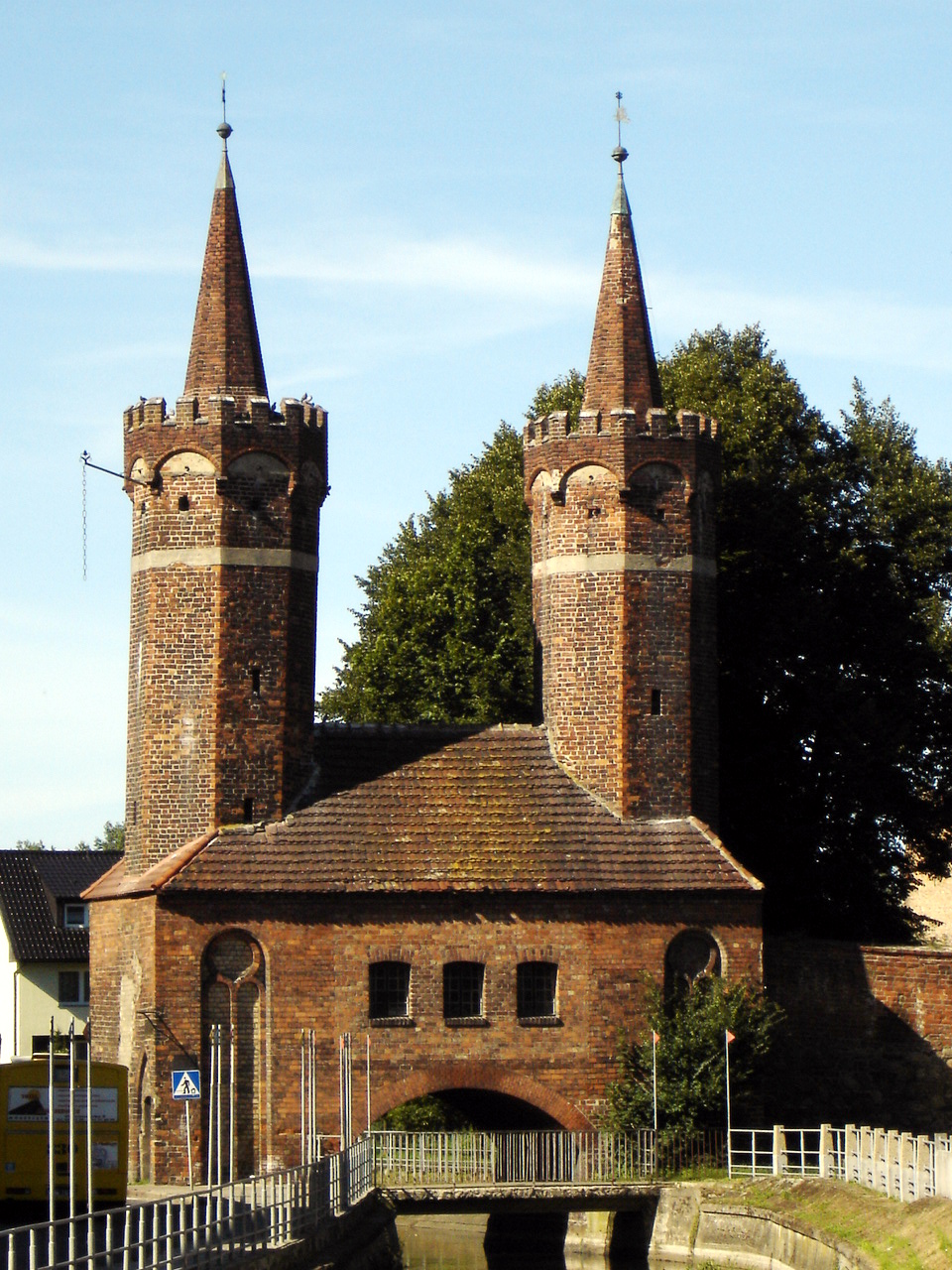
Die Stadtseite des Stargarder Mühlentors

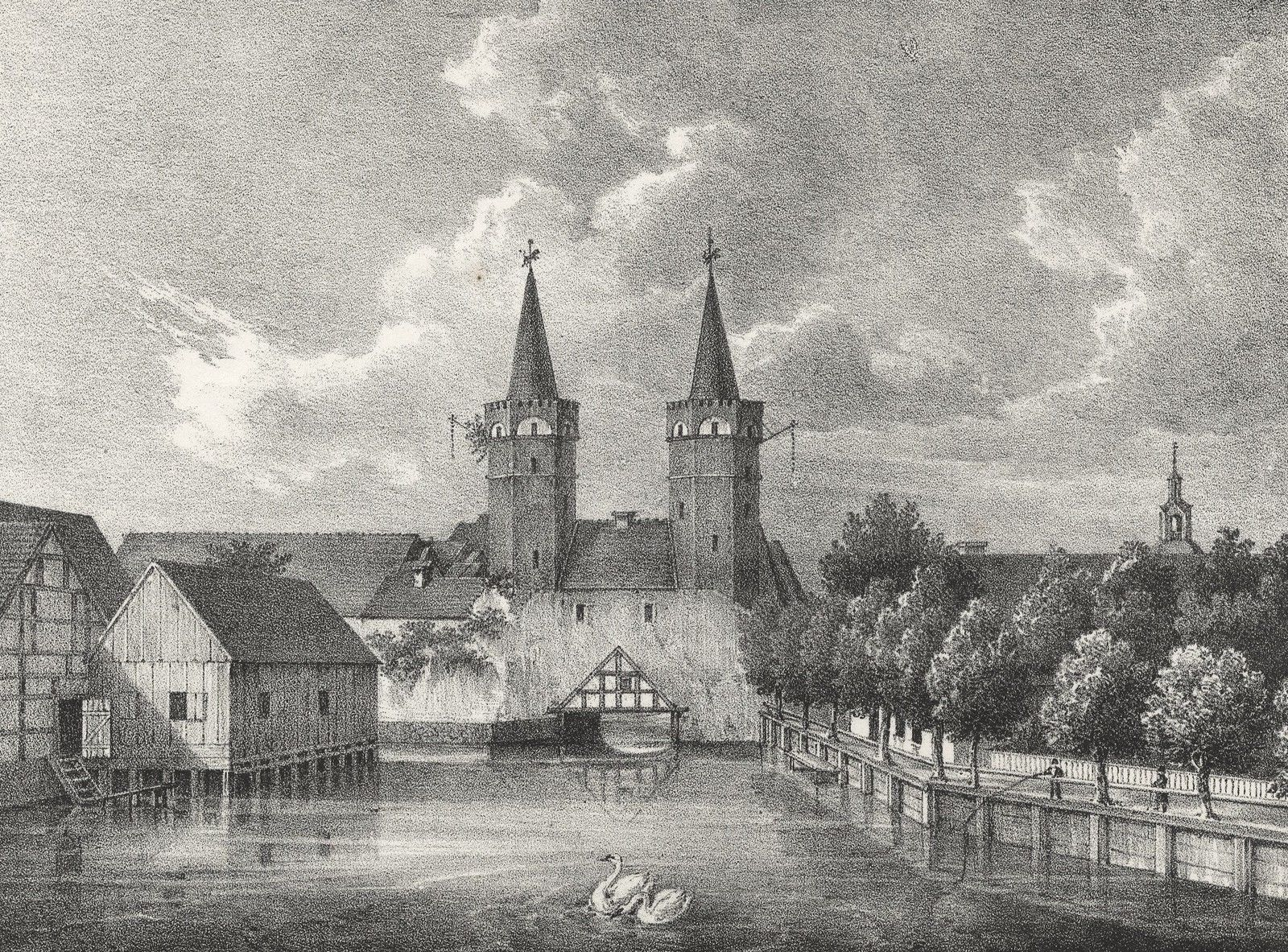
Ansicht um 1845

Das Mühlentor (auch Hafentor, Wassertor; polnisch Brama Młyńska, Portowa, Wodna) in Stargard (Stargard in Pommern) wurde um die Mitte des 15. Jahrhunderts aus Backstein errichtet.
Es ist mit seiner ungewöhnlichen Architektur eines der Wahrzeichen der Stadt. Eine Seltenheit ist die Anlage des Tors über dem Fluss Ihna (Mała Ina), wodurch im Verteidigungsfall ein Fallgatter ins Flussbett hinabgelassen und der innerhalb der Befestigungen befindliche Stargarder Hafen vor Eindringlingen geschützt werden konnte. Jedoch bot bereits die Strömung, die durch die schmale Mauereinfassung des Flusses an dieser Stelle entstand, ausreichend Schutz. Charakteristisch sind auch die beiden zierlichen Türme mit so genannten Stargarder Blenden (Urform an der Stargarder Marienkirche). Gegenwärtig ist das Tor Sitz des Stargarder Verbandes der Kunstfreunde „Brama“.